# Dominique Dawes
Dominique Margaux Dawes (Silver Spring, 20 novembre 1976) è un'ex ginnasta statunitense, vincitrice di tre medaglie olimpiche e quattro mondiali. È un membro delle "Magnifiche Sette", il primo team americano ad aver vinto un oro olimpico di ginnastica artistica nel concorso a squadre. Dominique è la prima donna afroamericana ad aver vinto una medaglia d'oro nella ginnastica artistica, e la prima atleta di colore ad aver vinto una medaglia d'oro in questo sport.